# Астер Вранкс
Астер Вранкс (нід. Aster Vranckx, нар. 4 жовтня 2002, Кортенберг) — бельгійський футболіст, півзахисник німецького «Вольфсбурга» і молодіжної збірної Бельгії.

## Клубна кар'єра
Народився 4 жовтня 2002 року в бельгійському Кортенберзі в родині вихідців з ДР Конго. Вихованець юнацьких команд низки футбольних клубів, останнім з яких був «Мехелен». У дорослому футболі дебютував 2019 року виступами за його основну команду. Провів у її складі два сезони, взявши участь у 38 матчах чемпіонату. 
У липні 2021 року за 10 мільйонів євро перейшов до німецького «Вольфсбурга», у складі якого попри юний вік відразу отримував постійну ігрову практику.
1 вересня 2022 року на правах оренди з правом викупу перейшов до італійського «Мілана».

## Виступи за збірні
2017 року дебютував у складі юнацької збірної Бельгії (U-15), загалом на юнацькому рівні за команди різних вікових категорій взяв участь у 10 іграх.
2020 року дебютував у складі молодіжної збірної країни.

## Статистика виступів

### Статистика клубних виступів
Станом на 4 червня 2023
| Сезон                  | Команда                | Чемпіонат              | Чемпіонат | Чемпіонат | Національний кубок | Національний кубок | Національний кубок | Континентальні кубки | Континентальні кубки | Континентальні кубки | Інші змагання | Інші змагання | Інші змагання | Усього | Усього | Усього |
| Сезон                  | Команда                | Ліга                   | Ігор      | Голів     | Ліга               | Ігор               | Голів              | Ліга                 | Ігор                 | Голів                | Ліга          | Ігор          | Голів         | Ігор   | Голів  |        |
| ---------------------- | ---------------------- | ---------------------- | --------- | --------- | ------------------ | ------------------ | ------------------ | -------------------- | -------------------- | -------------------- | ------------- | ------------- | ------------- | ------ | ------ | ------ |
| 2019–20                | «Мехелен»              | Д1                     | 9         | 1         | КБ                 | 0                  | 0                  | -                    | -                    | -                    | СБ            | 1             | 0             | 10     | 1      |        |
| 2020–21                | «Мехелен»              | Д1                     | 29+5      | 4+0       | КБ                 | 3                  | 0                  | -                    | -                    | -                    | -             | -             | -             | 37     | 4      |        |
| Усього за «Мехелен»    | Усього за «Мехелен»    | Усього за «Мехелен»    | 43        | 5         |                    | 3                  | 0                  |                      | -                    | -                    |               | 1             | 0             | 47     | 5      |        |
| 2021–22                | «Вольфсбург»           | БЛ                     | 24        | 2         | КН                 | 0                  | 0                  | ЛЧ                   | 4                    | 0                    | -             | -             | -             | 28     | 2      |        |
| серп. 2022             | «Вольфсбург»           | БЛ                     | 1         | 0         | КН                 | 0                  | 0                  | -                    | -                    | -                    | -             | -             | -             | 1      | 0      |        |
| Усього за «Вольфсбург» | Усього за «Вольфсбург» | Усього за «Вольфсбург» | 25        | 2         |                    | 0                  | 0                  |                      | 4                    | 0                    |               | -             | -             | 29     | 2      |        |
| 2022–23                | «Мілан»                | A                      | 9         | 0         | КІ                 | 1                  | 0                  | ЛЧ                   | 0                    | 0                    | СІ            | 0             | 0             | 10     | 0      |        |
| Усього за кар'єру      | Усього за кар'єру      | Усього за кар'єру      | 78        | 7         |                    | 4                  | 0                  |                      | 4                    | 0                    |               | 1             | 0             | 86     | 7      |        |